# Oligia instructa
Oligia instructa är en fjärilsart som beskrevs av Walker 1865. Oligia instructa ingår i släktet Oligia och familjen nattflyn. Inga underarter finns listade i Catalogue of Life.